# Dżaubat Burghal
Dżaubat Burghal (arab. جوبة برغال) – miasto w Syrii, w muhafazie Latakia. W 2004 roku liczyło 959 mieszkańców.